# 해디
해디(1994년 2월 14일~)는 대한민국의 가수다. 2019년 EP 앨범 [PORTION FOR HEDY]로 데뷔했다.

## 학력
- 동덕여자대학교 실용음악 학사

## 방송
- 판타스틱 듀오 1 (2016) - 에일리 편 우승
- 싱어게인2 (2021) - Top26

## 공연
- LIVECONNECT STAGE vol.13 해디 첫 단독콘서트 'HEar my meloDY' (2021)를 2021년 7월 24일 18시 서교동 '살롱문보우'에서 온,오프라인 공연을 하기로 예정되어 있었으나 코로나19 관련 이슈가 다시 사회적으로 불거져 잠정적으로 취소하게 된다.

- 어느일상 앨범 발매 기념 콘서트＇Girls To Women＇ (2021)